# Ronja Eibl
Ronja Eibl (Balingen, 30 augustus 1999) is een Duits wielrenner. Sinds mei 2020 rijdt zij voor de ploeg Alpecin-Fenix, waar ze een contract tot eind 2024 tekende.
In 2018 behaalde ze de zilveren medaille in het team-event Cross-country op de WK mountainbike. Ook werd ze dat jaar nationaal kampioen van Duitsland O23.

## Palmares

### Cross-country

#### Overwinningen
| Seizoen  | Wereldbeker                                    | OS       | WK       | EK       | DK       | Overige                                         | Totaal aantal zeges |
| Junioren | Junioren                                       | Junioren | Junioren | Junioren | Junioren | Junioren                                        | Junioren            |
| -------- | ---------------------------------------------- | -------- | -------- | -------- | -------- | ----------------------------------------------- | ------------------- |
| 2016     |                                                | NVT      | DNS      | DNS      |          | Nürburg                                         | 1                   |
| 2017     |                                                | NVT      | 7e       | 12e      | Zilver   | Heubach, Gedern, Lohr-Wombach, Titisee-Neustadt | 4                   |
| Beloften |                                                |          |          |          |          |                                                 |                     |
| 2018     |                                                | NVT      | 4e       | 19e      | Goud     |                                                 | 1                   |
| 2019     | Vallnord, Les Gets, Val di Sole eindklassement | NVT      | DNF      | 8e       | Goud     |                                                 | 4                   |
| 2020     |                                                | NVT      | DNS      | DNS      | DNS      |                                                 | 0                   |
| 2021     |                                                | NVT      | 6e       | ↑        | NVT      |                                                 | 0                   |
| Elite    |                                                |          |          |          |          |                                                 |                     |
| 2018     |                                                | NVT      | NVT      | NVT      | NVT      | Freudenstadt, Titisee-Neustadt                  | 2                   |
| 2019     |                                                | NVT      | NVT      | NVT      | NVT      | Gedern, Titisee-Neustadt                        | 2                   |
| 2020     |                                                | NVT      | NVT      | NVT      | NVT      |                                                 | 0                   |
| 2021     |                                                | 19e      | NVT      | NVT      | Zilver   | Titisee-Neustadt                                | 1                   |
| 2022     |                                                | NVT      |          |          | 7e       |                                                 | 0                   |
|          |                                                |          |          |          |          |                                                 |                     |
| Totaal   | 0                                              | 0        | 0        | 0        | 0        | 5                                               | 5                   |

## Ploegen
- 2023 –  Fenix-Deceuninck Development Team